# 박종원 (기업인)
박종원(1944년 12월 11일 ~ )은 대한민국의 기업인으로 현재 코리안리재보험 대표이사이다.

## 학력
- 고등학교  숭실고등학교  (1963)
- 대학교    연세대학교 법학과 (1971)
- 대학원    밴더빌트 대학교 대학원  (1988)

## 경력
- 2008년  연세금융인회 회장
- 2004년  코리안리 대표이사 사장
- 2002년  대한재보험이 코리안리(KOREA RE)로 사명변경
- 1998년  대한재보험 대표이사사장
- 1998년  재정경제부 이사관
- 1998년  재정경제부 공보관
- 1997년  재정경제부 공보관
- 1997년  재정경제원 국세심판소 상임심판관
- 1997년  통계청 통계조사국 국장
- 1994년  재정경제원 총무과 과장
- 1994년  재정경제원 재정융자과 과장
- 1993년  재무부 이재국 재정융자과 과장
- 1991년  재무부 경제협력국 외자관리 과장